# Specifik värmekapacitet
Specifik värmekapacitet eller  värmekapacitivitet, är en fysikalisk storhet som anger ett ämnes förmåga att lagra termisk energi, eller annorlunda uttryckt ett ämnes termiska tröghet. I SI-enheter anges den som antalet joule per kilogram som erfordras för att uppnå en temperaturförändring hos ämnet på en kelvin [K], och har enheten [J/(kg·K)]. Det går bra att ange grad Celsius [°C] istället för Kelvin eftersom de två måtten är identiska när det rör sig om differenser, och inte absoluta tal. En äldre beteckning är ”specifik värme”. Man behöver känna till beteckningen ”specifik värme” för att förstå äldre litteratur, men beteckningen skall ej användas.
Värmekapacitiviteten anges vanligen massnormerad men den kan också volymnormeras. Den kallas då den volymetriska värmekapacitiviteten och anger hur mycket värmeenergi som behövs för att öka temperaturen en grad hos en volymenhet av ämnet. Uttryckt i SI-enheter blir detta J/(m³·K). Den volymetriska värmekapacitiviteten kan beräknas ur den massnormerade värmekapacitiviteten genom multiplikation med densiteten.
Så länge ingen fasomvandling sker är värmekapacitivitetens temperaturberoende i allmänhet måttligt. För olika faser kan det dock vara stora skillnader mellan värmekapacitiviteten för samma ämne. Exempelvis är värmekapacitiviteten 4,18 kJ/(kg·K) (i äldre enheter 1 kalori per gram per grad) för vatten i flytande form, men ungefär hälften i fast tillstånd. Man skulle kunna tro att tyngre ämnen har högre värmekapacitivitet, men så är inte nödvändigtvis fallet.

## Molär värmekapacitet
År 1813 upptäckte Dulong och Petit att fasta ämnen brukar ha samma värmekapacitet per mol. En uppskattning enligt klassisk termodynamik ger att värdet är tre gånger gaskonstanten: 3R = 25 J/(mol·K). Denna uppskattning brukar ge bra värden vid rumstemperatur. Ett undantag är diamant. Att den molära värmekapaciteten går ner vid låg temperatur har förklarats med hjälp av kvantmekaniska modeller av Albert Einstein och av Peter Debye.

## Specifik värmekapacitet för några material
| Ämne      | cp [kJ/(kg·K)] | cp [J/(mol·K)] |
| --------- | -------------- | -------------- |
| Järn      | 0,449          | 25,1           |
| Aluminium | 0,897          | 24,2           |
| Vatten    | 4,18           | 75,327         |
| Luft      | 1,00           | 29,07 STP      |
| Etanol    | 2,44           | 112            |

CP i tabellen står för isobar (”konstant tryck”) värmekapacitivitet. Detta är det vanliga experimentella värdet. Det är dock enklare att teoretiskt räkna ut CV, isokor (”konstant volym”) värmekapacitivitet. Det förstnämnda måttet tar hänsyn till att värmekapaciteten påverkas om materialet tillåts expandera när det värms upp, eftersom arbete utförs. Om volymen hålls konstant (och trycket därmed varierar) fås ett något annorlunda värde. Eftersom termisk utvidgning av fasta ämnen är så liten, är skillnaden sällan viktig. För ideala gaser gäller CP - CV = nR = NkB.